# 在京テレビジョン放送局
在京テレビジョン放送局（ざいきょうテレビジョンほうそうきょく）とは主に東京都に本社を置くテレビ放送を行う放送局のことを指す。本記事では地上波放送のみについて扱う。

## NHK (日本放送協会)
- NHK放送センター （首都圏局）（総合テレビ、教育テレビ [Eテレ] ）

## 在京5局 (在京広域局)
- 日本テレビ放送網（NTV）日テレ
- テレビ朝日（EX）テレ朝
- TBSテレビ（TBS）TBS
- テレビ東京（TX） テレ東
- フジテレビジョン（CX）フジテレビ

※送信所・中継局の数は今後の開局予定分を含めて182局あり、民放テレビ1社における置局数としては最多である。また、5局全ての本社が東京都港区に置かれている。

## 東京都域局 (県域放送)
- 東京メトロポリタンテレビジョン（MX、TOKYO MX）